# Мальчишка Педерсенов
«Мальчишка Педерсенов» (англ. The Pedersen Kid) — экспериментальный рассказ американского писателя Уильяма Гэсса, опубликованный в 1961 году.

## Сюжетная завязка
Сильный снегопад и беспощадный мороз. Домик на отшибе. В нём живёт семья фермеров, жизнь которой самым тесным образом связана с алкоголем.
Йорге — пятнадцатилетний паренек, которым все помыкают. Вечно пьяный отец, который ввиду неадекватности живёт в отдельном сарайчике. Мать, которая вроде бы с этим смирилась, и, похоже, нашла некую отдушину в лице работника Ханса. Большой Ханс — наемный рабочий, хозяин заветных для Йорге порножурналов, имеющий пристрастие к спиртному и небольшую склонность к педофилии. Когда-то они с Йорге были друзьями.
В целом, это крепко пьющая, но как-то почти дружно сосуществующая семья.
Однажды утром Большой Ханс приносит домой замерзшего полумертвого мальчика, которого нашёл в хлеву. Это мальчишка из семьи Педерсенов, чья усадьба находится чуть дальше. С большим трудом его приводят в чувство и узнают из обрывков бреда кое-что интересное: на его семью напал человек с ружьем в зелёной клетчатой куртке, чёрной вязаной шапочке и желтых перчатках.
После долгих споров и брани Папаша и Большой Ханс решают отправиться в Усадьбу Педерсенов, чтобы во всем разобраться. Они берут с собой Йорге и коня по имени Саймон. Так начинается их поход.
Это будет странный поход с не менее странным финалом…

## Необычность текста
Рассказ весьма оригинально написан. Текст разделяется знаками препинания, но все правила выделения прямой речи нарушены. Можно только догадаться, какие слова принадлежат какому персонажу. Текст воспринимается как сплошной поток информации, что создает иллюзию «потока сознания». Йорге — главный персонаж, и складывается эффект, что все события рассказа происходят только в его сознании. Финал у рассказа необычный и совершенно непредсказуемый.
Эта история скрывает в себе взрывную философскую мысль, с которой читателю наверняка предстоит остаться наедине.

## Издание в России
В России рассказ был издан в сборнике переводов Виктора Голышева «Флаг над Островом» (Серия «Азбука-классика», 2004 год, мягкая обложка)